# Пам'ятки археології Золочівського району
У Золочівському районі Харківської області на обліку перебуває 51 пам'ятка археології.
| № з/п | Охоронний №           | Місцезнаходження об'єкту | Назва об'єкту                                                                                              | Дослідник, рік обстеження | Розміри | Кат                 | Рішення Харківського ОВК, накази УКіТ | Охоронна зона: розміри, Рішення Харківського ОВК, накази УКіТ |
| ----- | --------------------- | --- | --- | --- | --- | ------------------- | ------------------------------------- | ------------------------------------------------------------- |
| 1.    | 1672                  | смт. Золочів, на південний схід від Золочева | Кургани. 4. III тис. До н.е. – I тис. н.е.                                                                 | Бородулін В.Г., археолог. 1977р. | Вис. 1,5-1,7 м | Місцева             | № 13 від 12.01.81р.                   | 50 м.№33 від 23.01.84р. (встановлена на 3 кургани)            |
| 2.    | 2317                  | с. Бабаки Великорогозянської с/р | Кургани. 6. III тис. до н.е. – I тис. н.е.                                                                 | Шрамко Б.А., д.і.н., Міхеєв В.К., д.і.н., Грубник-Буйнова Л.П. археол. 1977р. | Вис. 2,5 м | -<<-                | № 161 від 18.04.88р.                  |                                                               |
| 3.    | 2246                  | с. Баранівка Гур’єво Козачанської с/р | Кургани. 5. III тис. до н.е. – I тис. н.е.                                                                 | -<<- | Вис. 0,5-1,0 м | -<<-                | № 183 від 20.04.87р.                  | 50м.№184 від 20.04.87р.                                       |
| 4.    | 2318                  | с. Березівка Золочівської сел/р | Кургани. 6. III тис. до н.е. – I тис. н.е.                                                                 | Буйнов Ю.В., к.і.н. 1989р. | Вис. 0,4-1,6 м | -<<-                | № 161 від 18.04.88р.                  |                                                               |
| 5.    | 2419                  | с. Велика Рогозянка Великорогозянської с/р | Кургани. 2. III тис. до н.е. – I тис. н.е.                                                                 | Буйнов Ю.В., к.і.н. 1989р. | Вис. 1,0-1,2 м | -<<-                | № 142 від. 20.05.91р.                 |                                                               |
| 6.    | 1673                  | с. Гуринівка Великорогозянської с/р | Кургани. 6. III тис. до н.е. – I тис. н.е.                                                                 | Буйнов Ю.В., к.і.н. 1989р. | Вис. 0,2-2,5 м | -<<-                | № 13 від 12.01.81р.                   | 50 м.№33 від 23.01.84р.                                       |
| 7.    | 918                   | с. Довжик Довжицької с/р, на північний захід від села на схилі правого берега р. Уди | Поселення черняхівське. II-IV ст. н.е.                                                                     | 1932р.Буйнов Ю.В., к.і.н. 1983 р. | Площа 800х200 м | -<<-                | № 61 від 25.01.72р.                   | 50м.№197 від 16.04.84р.                                       |
| 8.    | 1674                  | с. Івашки Одноробівської Першої с/р, 1,5 км на північ від села | Кургани. 6. III тис. до н.е. – I тис. н.е.                                                                 | Шрамко Б.А., д.і.н., Міхеєв В.К., д.і.н., Грубник-Буйнова Л.П.. археол. 1977р. | Вис. 0,9-3,0 м | -<<-                | № 13 від 12.01.81р.                   | 50 м.№33 від 23.01.84р.                                       |
| 9.    | 2247                  | с. Карасівка Жовтневої с/р | Кургани. 7. III тис. до н.е. – I тис. н.е.                                                                 | Буйнов Ю.В., к.і.н. 1989р. | Вис. 0,4-0,8 м | -<<-                | № 183 від 20.04.87р.                  | 50м.№184 від 20.04.87р.                                       |
| 10.   | 2129                  | с. Костянтинівка Удянської с/р | Поселення черняхівське. II-IV ст. н.е.                                                                     | Воловик С.І., археолог, 1984р. | Площа 200х90 м | -<<-                | № 118 від 17.03.86р.                  | 50м.№184 від 20.04.87р.                                       |
| 11.   | 2420                  | с. Леміщине Писарівської с/р | Кургани. 6. III тис. до н.е. – I тис. н.е.                                                                 | Шрамко Б.А., д.і.н., Міхеєв В.К., д.і.н., Грубник-Буйнова Л.П., археол. 1977р. | Вис. 0,7-2,3 м | -<<-                | № 142 від 20.05.91р.                  |                                                               |
| 12.   | 919                   | с. Мала Рогозянка Малорогозянської с/р, при впадінні р. Рогозянки у р. Уди | Поселення багатошарове: неолітичне, зрубне, скіфське. V-IV тис. до н.е., II тис. до н.е.,V-III ст. до н.е. | 1957р. | -<<- | № 61 від 25.01.72р. | 50м.№197 від 16.04.84р.               |                                                               |
| 13.   | 1675                  | с. Мала Рогозянка Малорогозянської с/р, на півнич від села | Кургани. 12. III тис. до н.е. – I тис. н.е.                                                                | Буйнов Ю.В., к.і.н. 1989р. | Вис. 0,5-1,5 м | -<<-                | № 13 від 12.01.81р.                   | 50 м.№33 від 23.01.84р.                                       |
| 14.   | 2248                  | с. Мартинівка Одноробівської с/р | Кургани. 6. III тис. до н.е. – I тис. н.е.                                                                 | -<<- | Вис. 0,3-0,5 м | -<<-                | № 183 від 20.04.87р.                  | 50м.№184 від 20.04.87р.                                       |
| 15.   | 2560                  | с. Маяк Феськівської с/р | Кургани. 6. III тис. до н.е. – I тис. н.е.                                                                 | Буйнов Ю.В., к.і.н. 1983р.Ревенко В.І., зав. відділу археології ХНМЦОКС | Вис. 0,6-1,5 м | -<<-                | № 975 від. 18.09.97р.                 |                                                               |
| 16.   | 1676                  | с. Петрівка Одноробівської с/р, на північ від села | Кургани. 6. III тис. до н.е. – I тис. н.е.                                                                 | Буйнов Ю.В., к.і.н. 1989р. | Вис. 0,7-1,0 м | -<<-                | № 13 від 12.01.81р.                   | 50 м.№33 від 23.01.84р. (встановлена на 2 кургани)            |
| 17.   | 1677                  | с. Писарівка Писарівської с/р, за 2 км на північний захід від села | Кургани. 5. III тис. до н.е. – I тис. н.е.                                                                 | -<<- | Вис. 0,4-0,5 м | -<<-                | -<<-                                  | 50 м.№33 від 23.01.84р.                                       |
| 18.   | 1671                  | с. Рідний Край Довжицької с/р, 1 км на північний схід від села | Поселення черняхівське. II-IV ст. н.е.                                                                     | Буйнов Ю.В., к.і.н. 1983р. | -<<- | -<<-                | 50м.№197 від 16.04.84р.               |                                                               |
| 19.   | 1678                  | с. Світличне Світличненської с/р, на схід від села | Кургани. 3. III тис. до н.е. – I тис. н.е.                                                                 | Буйнов Ю.В., к.і.н. 1984р. | Вис. 2,0-2,5 м | -<<-                | -<<-                                  |                                                               |
| 20.   | 920                   | с. Уди Удянської с/р, в урочищі “Пушкарі”, поблизу села | Поселення скіфське. V-III ст. до н.е.                                                                      | 1948р. | Площа 750х250 м | -<<-                | № 61 від 25.01.72р.                   | 50м.№197 від 16.04.84р.                                       |
| 21.   | 1679                  | с. Уди Удянської с/р, північно-східна сторона села | Кургани. 12. III тис. до н.е. – I тис. н.е.                                                                | Буйнов Ю.В., к.і.н. 1989р. | Вис. 1,0-3,5 м | -<<-                | № 13 від 12.01.81р.                   | 50 м.№33 від 23.01.84р. (встановлена на 3 кургани)            |
| 22.   | 1680                  | с. Цапівка Лютівської с/р, на схід від села | Кургани. 9. III тис. до н.е. – I тис. н.е.                                                                 | -<<- | Вис. 2,5 м | -<<-                | -<<-                                  | 50 м.№33 від 23.01.84р.                                       |
| 23.   |                       | Смт. Золочів Золочівської селищної ради Золочівського району Харківської області. Курган №1 розташований за 1,0 км на схід від залізничного переїзду, праворуч за 0,2 км на південь від шосейної дороги у напрямку м. Дергачі. Дані прив’язки: Курган № 1 ? 50° 48.15.425 Пн; 036°00614 Сх. | Курган №1                                                                                                  | Дідик В.В.,старший науковий співробітник відділу пам’яток археології ОКЗ «ХНМЦОКС», 2010 р. | вис. 1,0 м, діаметр насипу 30 м | Місцева             | Наказ МКУ№912/0/16-11від 21.10.11 р.  |                                                               |
| 24.   |                       | С. Орішанка Золочівської селищної ради Золочівського району Харківської області. Поселення розташоване за 0,5 км на схід та південний схід від східної околиці села, на похилому мисі надзаплавної тераси правого берега р. Уди.Дані прив’язки: Т1 — 50°48.14.143Пн 035°58.1126СхТ2 — 50°48.14.658Пн 035°57.221Сх | Поселення «Орішанка»                                                                                       | Луцкевич І.Н., археолог; Дідик В.В., науковий співробітник відділу пам’яток археології ОКЗ «ХНМЦОКС», 2010 р.ХІІ — VIII ст. до н. е. ІІІ — V ст. н. е. V — VII ст. н. е.                                     | 500 ? 300 ? 100м | Місцева             | Наказ МКУ№912/0/16-11від 21.10.11 р.  |                                                               |
| 25.   |                       | С-ще Перемога Малорогозянська сільська рада Золочівського району Харківської області. Курган №1 розташований за 1,5 км на захід від південно - західної частини околиці села, за 0,3 км на схід від шосейної дороги у напрямку смт. Вільшани - с. Гуринівка. Дані прив’язки:Курган №1 - 50° 07.732Пн 035°51.091Сх | Курган № 1                                                                                                 | Дідик В.В., науковий співробітник відділу пам’яток археології ОКЗ «ХНМЦОКС», 2010р. | Вис. 1,0 м,діам. 30 м | Місцева             | Наказ МКУ№912/0/16-11від 21.10.11 р.  |                                                               |
| 26.   |                       | С-ще Перемога Малорогозянської сільської ради Золочівського району Харківської області. Курган №2 розташований за 5,0 км на захід від південно - західної частини околиці села, за 3,0 км на схід від шосейної дороги у напрямку смт. Вільшани - с. Гуринівка. Дані прив’язки: Курган №2 - 50° 07.380Пн 035°48.189Сх | Курган № 2                                                                                                 | Дідик В.В., науковий співробітник відділу пам’яток археології ОКЗ «ХНМЦОКС», 2010 р. | Вис. 1,0 м,діам. 30 м | Місцева             | Наказ МКУ№912/0/16-11від 21.10.11 р.  |                                                               |
| 27.   |                       | С. Дуванка Світличненської сільської ради Золочівського району Харківської області. Курган №3 розташований за1,5 км на північний схід від східної околиці села. Дані прив’язки:Курган № 3 - 50° 48.18.845Пн 036°04.832Сх. | Курган № 3                                                                                                 | Дідик В.В., науковий співробітник відділу пам’яток археології ОКЗ «ХНМЦОКС», 2010 р. | Вис. 1,5 м,діам. 30 м. | Місцева             | Наказ МКУ№912/0/16-11від 21.10.11 р.  |                                                               |
| 28.   |                       | С. Дуванка Світличненської сільської ради Золочівського району Харківської області. Курган №4 розташований за 2,0 км на північний схід від східної околиці села.Дані прив’язки: Курган № 4 – 50° 48.19.104Пн 036°05.241Сх. | Курган № 4                                                                                                 | Дідик В.В., науковий співробітник відділу пам’яток археології ОКЗ «ХНМЦОКС», 2010 р. | Вис. 0,8 м, діам. 30 м | Місцева             | Наказ МКУ№912/0/16-11від 21.10.11 р.  |                                                               |
| 29.   |                       | С. Велика Рогозянка Великорогозянської сільської ради Золочівського району Харківської області. Курган №7 розташований за 0,5 км на схід від центральної частини східної села. Дані прив’язки: Курган № 7 - 50° 11.076 Пн 035°51.342Сх. | Курган № 7                                                                                                 | Дідик В.В., науковий співробітник відділу пам’яток археології ОКЗ «ХНМЦОКС», 2010 р. | Вис. 0,6 м, діам. 25 м. | Місцева             | Наказ МКУ№912/0/16-11від 21.10.11 р.  |                                                               |
| 30.   |                       | С. Мала Рогозянка Малорогозянської сільської ради Золочівського району. Поселення розташоване за 1,0 км на північний схід від східної околиці села, на високому мисі правого берега р. Уди. Дані прив’язки: Т1 - 50°07.404 Пн, 035°56.210 Сх.Т2 - 50°07.404 Пн, 035°56.167 Сх. | Поселення «Мала Рогозянка-2»                                                                               | Дідик В.В., науковий співробітник відділу пам’яток археології ОКЗ «ХНМЦОКС», 2010 р.ІІІ-V ст. | 300?100 м | Місцева             | Наказ МКУ№912/0/16-11від 21.10.11 р.  |                                                               |
| 31.   |                       | с. Феськи Феськівської с/ради. 3 кургани розташовані на схід за 1,2 км та на південний схід за 1,5 км від села | Кургани | Ревенко В.І., зав.відділу археології ХНМЦОКС. 2004 р.Енеоліт. Доба бронзи. Скіфський час. Раннє середньовіччя. III тис. до н.е. – I тис. н.е.                                                                | вис. 0,3-1,6 м | Об’єкт              | Наказ УКіТ №25 від 02.03.05р.         |                                                               |
| 32.   |                       | с .Чепелі Феськівської с/ради. Поселення, розташоване за 0,2 км на схід від північно-східної околиці села | Поселення Чепелі – І                                                                                       | Колода В.В., к.і.н., 1987 р.Бондарихинська культура. Скіфський час.XII – VIII ст. до н.е., VI – III ст. до н.е.                                                                                              | 285 х 70 м | Об’єкт              | Наказ УКіТ №25 від 02.03.05р.         |                                                               |
| 33.   |                       | с. Чепелі Феськівської с/ради. Поселення розташоване за 0,3 км на захід від села | Поселення Чепелі – ІІ                                                                                      | Колода В.В., к.і.н., 1987 рДоба бронзи. II тис. до н.е. | 100 х 50 м | Об’єкт              | Наказ УКіТ №25 від 02.03.05р.         |                                                               |
| 34.   |                       | С. Розсохувате Золочівської селищної ради Золочівського району Харківської області. Поселення розташоване за 0,1 км на південь від південно-західної околиці села, на першій надзаплавній терасі правого берегар. Уди. Дані прив’язки: Т1 — 50°48.19.143Пн 035°58.126Сх;Т2 — 50°48.18.933Пн 035°57.999Сх. | Поселення «Розсохувате»                                                                                    | Дідик В.В.,старший науковий співробітник відділу пам’яток археології ОКЗ «ХНМЦОКС», 2010 р.II тис до н. е. ХІІ — Х ст. до н. е. ІІІ—V ст. н. е.                                                              | 500 ? 50 м | Об’єкт              | Наказ УКіТ № 142 від 11.04.11р.       |                                                               |
| 35.   | 8736/1-Ха             | С. Сніги Золочівської селищної ради Золочівського району Харківської області. Курган №1 розташований за 2,0 км на північний схід від східної околиці села та 0,25 км на північний захід від шосейної дороги у напрямку с. Костянтинівка. Дані прив’язки: Курган № 1 ? 50° 48.20.897 Пн, 036°01.649 Сх. | Курган №1                                                                                                  | Дідик В.В.,старший науковий співробітник відділу пам’яток археології ОКЗ «ХНМЦОКС», 2010 р. | вис. 0,2, діам. насипу 15м | Місцева             | Наказ МКУ№108від 15.02.12 р.          |                                                               |
| 36.   | 8736/2-Ха             | С. Сніги Золочівської селищної ради Золочівського району Харківської області. Курган №2 розташований за 1,9 км на північний схід від східної околиці села та 0,20 км на північний захід від шосейної дороги у напрямку с. Костянтинівка. Дані прив’язки: Курган № 2 — 50°48.20.884Пн, 036°01.605 Сх. | Курган №2                                                                                                  | Дідик В.В.,старший науковий співробітник відділу пам’яток археології ОКЗ «ХНМЦОКС». 2010 р. | вис. 0,4 м, діаметр насипу 20м | Місцева             | Наказ МКУ№108від 15.02.12 р.          |                                                               |
| 37.   | 8736/3-Ха – 8736/6-Ха | С. Сніги Золочівської селищної ради Золочівського району Харківської області. Кургани №№3 — 6 розташовані за 1.0 км на північний схід від східної околиці села та 0,1 — 0,20 км на північний захід від шосейної дороги у напрямкус. Костянтинівка.Дані прив’язки:Курган № 3 — 50° 48.20.505Пн 036°01.248 Сх.Курган № 4 — 50° 48.204965Пн 036°01.584 Сх.Курган № 5 — 50° 48.20.485Пн 036°01.399 Сх.Курган № 6 — 50° 48.20.529Пн 036°01.200 Сх. | Кургани №№ 3 — 6                                                                                           | Дідик В.В., старший науковийспівробітник відділу пам’яток археології ОКЗ «ХНМЦОКС», 2010 р. | Курган № 3 -вис. 0,6 м, діам. 20м;Курган № 4 - вис. 1,1 м, діам. 35м;Курган № 5 - вис. 1,0 м, із діам. 30м;Курган № 6 - вис. 0,15 м, діам. 15м     | Місцева             | Наказ МКУ№108від 15.02.12 р.          |                                                               |
| 38.   | 8737/1-Ха             | С. Тимофіївка Олександрівської сільської ради Золочівського району Харківської області. Курган №1 розташований за 1,0 км на північний захід від села. Дані прив’язки: Курган № 1 - 50° 21.878Пн 035°46.589Сх | Курган № 1                                                                                                 | Дідик В.В., науковий співробітник відділу пам’яток археології ОКЗ «ХНМЦОКС», 2010 р. | Вис. 0,7 м,діам. 30м | Місцева             | Наказ МКУ№108від 15.02.12 р.          |                                                               |
| 39.   | 8737-Ха               | С. Тимофіївка Олександрівської сільської ради Золочівського району Харківської області. Кургани №№2-5 розташовані за 1.0 км на північ від північно-західної околиці села. Дані прив’язки: Курган № 2 - 50° 22.346Пн 035°46.777Сх;курган №3 50° 22.407Пн 035°46.759Сх;курган №4 50° 22.460Пн 035°46.750Сх;курган №5 50° 22.617Пн 035°46.677Сх;                                                                                                 | Кургани №2-5                                                                                               | Дідик В.В., науковий співробітник відділу пам’яток археології ОКЗ «ХНМЦОКС», 2010 р. | Курган №2 - вис. 1,4 м, діам. 40 м;Курган №3 - вис. 1,0 м -1,8м, розміри 70?45м;Курган №4 вис. 1,0 м, діам.30 м;Курган №5- вис. 1,0 м, діам. 35 м. | Місцева             | Наказ МКУ№108від 15.02.12 р.          |                                                               |
| 40.   |                       | С. Велика Рогозянка Великорогозянської сільської ради Золочівського району Харківської області. Кургани №№3-4 розташовані за 2, 5 км на схід від північно-східної околиці села. Дані прив’язки:Курган № 3 - 50° 10.992Пн 035°52.049Сх;курган №4 - 50°11.001Пн 035°51.969Сх. | Кургани №3-4                                                                                               | Дідик В.В., науковий співробітник відділу пам’яток археології ОКЗ «ХНМЦОКС», 2010 р. | Курган № 3 - вис. 0,8 м, діам. 25 м;Курган №4 - вис. 0,5 м, діам.30 м.                                                                             | Об’єкт              | Наказ УКіТ № 142 від 11.04.11р.       |                                                               |
| 41.   |                       | С. Велика Рогозянка Великорогозянської сільської ради Золочівського району Харківської області. Кургани №№5-6 розташовані за 1, 5 км на схід від центральної частини східної околиці села. Дані прив’язки: Курган № 5 - 50° 11.381Пн 035°52.542Сх;курган №6 - 50°11.355Пн 035°52.911Сх. | Кургани №5-6                                                                                               | Дідик В.В., науковий співробітник відділу пам’яток археології ОКЗ «ХНМЦОКС», 2010 р. | Курган № 5 - вис. 0,4 м, діам. 25 м;Курган №6 - вис. 0,8 м, діам. 35 м.                                                                            | Об’єкт              | Наказ УКіТ № 142 від 11.04.11р.       |                                                               |
| 42.   |                       | С. Дуванка Світличненської сільської ради Золочівського району Харківської області. Кургани №№1-2 розташовані за 0,5 км на північ від села. Дані прив’язки: Курган № 1 – 50° 48.18..763Пн 036°03.899Сх;Курган №2 – 50° 48.18.698Пн 036°03.932Сх. | Кургани №1-2                                                                                               | Дідик В.В., науковий співробітник відділу пам’яток археології ОКЗ «ХНМЦОКС», 2010 р. | Курган №1 – довгий, вис. 1,0 – 2,0 м, розміри 90?50 м;Курган №2 вис. 2,0 м, діам. 40 м                                                             | Об’єкт              | Наказ УКіТ № 142 від 11.04.11р.       |                                                               |
| 43.   |                       | С. Макарове Світличненської сільської ради Золочівського району Харківської області. Кургани №№1-2 розташовані за 1,8 км на південь від села. Дані прив’язки: Курган № 1 – 50° 48.16..815Пн 036°07.822Сх.Курган №2 – 50° 48.16.805Пн 036°07.774Сх. | Кургани №1-2                                                                                               | Дідик В.В., науковий співробітник відділу пам’яток археології ОКЗ «ХНМЦОКС», 2010 р. | Курган №1 вис. 0,4 м,діам. 20 м, Курган №2 вис. 0,3 м, діам. 20 м.                                                                                 | Об’єкт              | Наказ УКіТ № 142 від 11.04.11р.       |                                                               |
| 44.   |                       | С. Соснівка Світличненської сільської ради Золочівського району. Кургани №1-2 розташовані за 1.0 км на північний захід від села. Дані прив’язки: Курган № 1 - 50° 21.153Пн 036°05.488Сх;курган №2 - 50° 20.927Пн 036°05.251Сх. | Кургани №1-2                                                                                               | Дідик В.В., науковий співробітник відділу пам’яток археології ОКЗ «ХНМЦОКС», 2010 р. | Курган №1 вис. 3,0 м,діам. 50 м. Курган №2 вис. 1,0 м, діам. 30 м                                                                                  | Об’єкт              | Наказ УКіТ № 142 від 11.04.11р.       |                                                               |
| 45.   |                       | Довжицька сільрада, с. Довжик. | Курган № 1                                                                                                 | В. В. Дідик, науковий співробітник відділу пам’яток археології Обласного комунального закладу «Харківський науково-методичний центр охорони культурної спадщини» у 2010 р.ІІІ тис. до н. е – І тис. до н. е. | Вис. 0,3 м, діам. 15 м. | Об’єкт              | Наказ УКіТ № 413 від 23.11.11р.       |                                                               |
| 46.   |                       | Удянська сільрада, с. Червона Зоря. | Курган № 1                                                                                                 | В. В. Дідик, науковий співробітник відділу пам’яток археології Обласного комунального закладу «Харківський науково-методичний центр охорони культурної спадщини» у 2010 р.ІІІ тис. до н. е – І тис. до н. е. | Вис. 1,0 м, діам. 30 м. | Об’єкт              | Наказ УКіТ № 413 від 23.11.11р.       |                                                               |
| 47.   |                       | Довжицька сільрада, с. Довжик. | Курган № 4                                                                                                 | В. В. Дідик, науковий співробітник відділу пам’яток археології Обласного комунального закладу «Харківський науково-методичний центр охорони культурної спадщини» у 2010 р.ІІІ тис. до н. е – І тис. до н. е. | Вис. 1,0 м, діам. 30 м. | Об’єкт              | Наказ УКіТ № 413 від 23.11.11р.       |                                                               |
| 48.   |                       | Жовтнева сільрада, с. Карасівка. | Курган № 8                                                                                                 | В. В. Дідик, науковий співробітник відділу пам’яток археології Обласного комунального закладу «Харківський науково-методичний центр охорони культурної спадщини» у 2010 р.ІІІ тис. до н. е – І тис. до н. е. | Вис. 1,0 м, діам. 40 м. | Об’єкт              | Наказ УКіТ № 413 від 23.11.11р.       |                                                               |
| 49.   |                       | Жовтнева сільрада, с. Карасівка. | Курган № 9                                                                                                 | В. В. Дідик, науковий співробітник відділу пам’яток археології Обласного комунального закладу «Харківський науково-методичний центр охорони культурної спадщини» у 2010 р.ІІІ тис. до н. е – І тис. до н. е. | Вис. 1,5 м, діам. 35 м. | Об’єкт              | Наказ УКіТ № 413 від 23.11.11р.       |                                                               |
| 50.   |                       | Жовтнева сільрада, с. Чорноглазівка. | Курганна група(кургани №№1—3).                                                                             | В. В. Дідик, науковий співробітник відділу пам’яток археології Обласного комунального закладу «Харківський науково-методичний центр охорони культурної спадщини» у 2010 р.ІІІ тис. до н. е – І тис. до н. е. | Курган № 1— вис. 1,0 м, діам. 30 м. Курган № 2— вис. 2,5 м, діам. 50 м. Курган №3 — вис. 3,5 м, діам. 55 м.                                        | Об’єкт              | Наказ УКіТ № 413 від 23.11.11р.       |                                                               |
| 51.   |                       | Довжицька сільрада, с. Довжик. | Курганна група(кургани №№2 — 3).                                                                           | В. В. Дідик, науковий співробітник відділу пам’яток археології Обласного комунального закладу «Харківський науково-методичний центр охорони культурної спадщини» у 2010 р.ІІІ тис. до н. е – І тис. до н. е. | Курган № 2 — вис 0,8 м, діам. 25 м. Курган № 3 — вис. 0,5 м, діам. 25 м.                                                                           | Об’єкт              | Наказ УКіТ № 413 від 23.11.11р.       |                                                               |

## Джерело
Лист Харківської Облдержадміністрації на запит ВМ УА від 28 березня 2012. Файли доступні на сайті конкурсу WLM.